# Nephodia subnigrata
Nephodia subnigrata är en fjärilsart som beskrevs av Paul Dognin 1914. Nephodia subnigrata ingår i släktet Nephodia och familjen mätare. Inga underarter finns listade i Catalogue of Life.